# LaVerne Jonesová-Ferretteová
LaVerne Jonesová-Ferretteová (*16. září 1981, Saint Croix) je atletka, sprinterka reprezentující Americké Panenské ostrovy.
Jeden ze svých největších úspěchů zaznamenala v roce 2010 na halovém mistrovství světa v katarském Dauhá, kde si doběhla v závodě na 60 metrů pro stříbrnou medaili. V letní sezóně bývá její specializací běh na 100 a 200 metrů. Reprezentovala na letních olympijských hrách v Athénách 2004 a na olympiádě v Pekingu 2008. Na mistrovství světa v Berlíně 2009 ji těsně unikla finálová účast v běhu na 200 metrů, když v semifinále skončila na devátém, prvním nepostupujícím místě.
V roce 2006 získala stříbrnou medaili v běhu na 100 metrů na Středoamerických a karibských hrách v kolumbijském městě Cartagena.